# Georgie Fame
Georgie Fame, właśc. Clive Powell (ur. 26 czerwca 1943 w Leigh) – angielski piosenkarz R'n'B i jazzowy oraz klawiszowiec. Był liderem grupy Georgie Fame & the Blue Flames, brytyjskiego zespołu stricte rhythm'n'bluesowego.

## Dyskografia

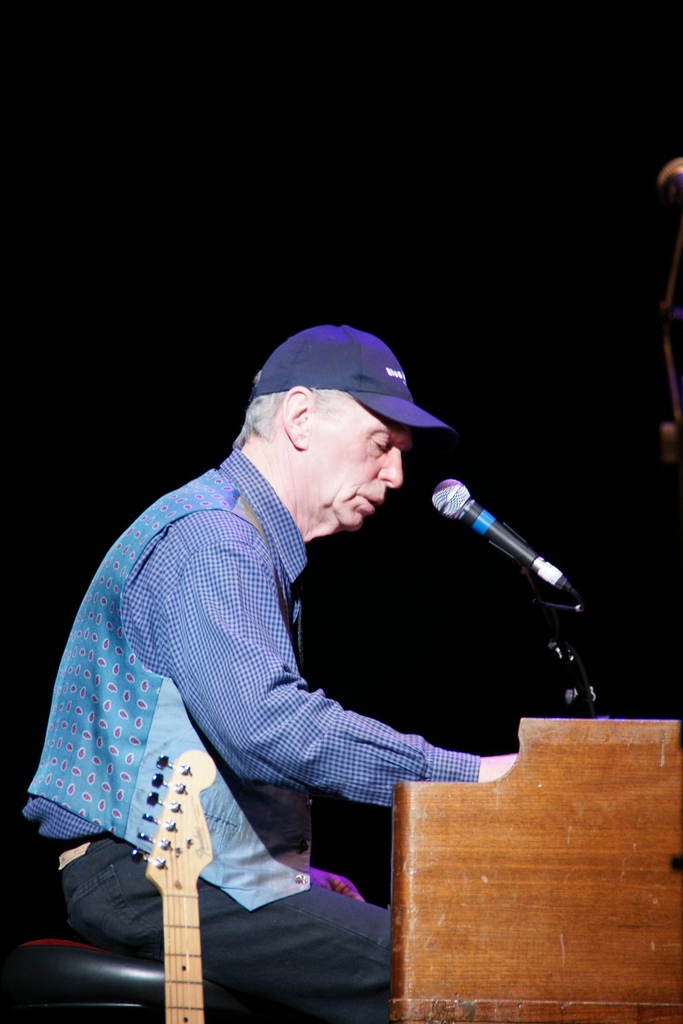
Fame grający z Bill Wyman’s Rhythm Kings (2009)

### Albumy
- Rhythm and Blues at the Flamingo (1964), Columbia 33SX 1599
- Fame at Last! (1965), Columbia 33SX 1638
- Sweet Things (1966), Columbia SX 6043
- Sound Venture (1966), Columbia SX 6076
- Get Away (1966), Imperial Records LP 9331 (USA, mono, nie wydany w Europie); Imperial LP 12331 (USA, stereo, nie wydany w Europie)
- The Two Faces of Fame (1967), CBS BPG 63018 (mono) SBPG 63018 (stereo)
- The Third Face of Fame (1968), CBS BPG 63293 (mono) SBPG 63293 (stereo)
- Seventh Son (1969), CBS 63786
- Shorty featuring Georgie Fame (1969 – amerykański album koncertowy, nie wydany w Europie), Epic BN 26563
- Georgie Does His Thing with Strings (1970), CBS 63650
- Going Home (1971), CBS 64350
- Fame and Price, Price and Fame: Together! (1972), CBS 64392
- All Me Own Work (1972), Reprise K 44183
- Georgie Fame (1973), Island ILPS 9293
- Right Now (1979), Pye NSPL 18600
- Closing the Gap (1980), Piccadilly N 137
- In Hoagland (1981), wykonanie piosenek Hoagiego Carmichaela (z Annie Ross), Baldeagle BELP 181
- In Goodmansland (1983), wykonanie piosenek Benniego Goodmana (z Sylvią Vrethammar), Sonet SNTF 908
- Samba (1986), Ensign Records ENYX 605
- No Worries (1988), CBS 4668682 (Australia)
- Cool Cat Blues (1991), Blue Moon/Go Jazz R2 79352 (US)
- Three Line Whip (1994), Three Line Whip TLWCD 001
- The Blues and Me (1996), Go Jazz Records
- How Long Has This Been Going On (1996), Van Morrison i Georgie Fame oraz przyjaciele, Verve
- Tell Me Something: The Songs of Mose Allison (1996), Verve Records
- Name Droppin': Live at Ronnie Scott's, Vol. 1 (1997), Go Jazz Records
- Walkin' Wounded: Live at Ronnie Scott's, Vol. 2 (1998), Go Jazz Records
- Endangered Species (z The Danish Radio Big Band) (nagrany 1993, wydany 1999), Music Mecc
- Poet in New York (2000), Go Jazz Records
- Relationships (2001), Three Line Whip
- The Birthday Big Band (koncert z 1998 r., z okazji 55. urodzin) (2007), Three Line Whip
- Charleston (2007), Three Line Whip
- Tone-Wheels ’A’ Turnin' (2009), Three Line Whip